# 피에로기
피에로기(pierogi)는 동유럽식 덤플링이다. 효모를 넣지 않은 반죽으로 만든 껍질에 속재료를 넣어서 만든다. 안에 들어가는 재료로는 보통 감자, 카푸스타 크바쇼나(자우어크라우트), 다진 고기, 치즈, 과일이 들어간다. 여기에 뵈르 퐁뒤, 사워 크림, 튀긴 양파와 같은 토핑을 곁들이기도 한다.
피에로기는 특히 폴란드와 우크라이나와 관련되어 있으며, 이 음식들은 국민 음식으로 간주된다.

## 같이 보기
- 바레니키
- 펠메니
- 소를 넣은 음식 목록